# Erlenwald Erenciuc
Der Erlenwald Erenciuc (rumänisch Arinișul Erenciuc) ist ein Schutzgebiet in Natur- und Landschaftsschutz der IUCN-Kategorie IV Biotop- und Artenschutzgebiet (Vogelschutzgebiet)  im Nationalpark Biosphärenreservat Donaudelta. Er befindet sich auf dem Areal der Stadt  Sfântu Gheorghe, im Kreis Tulcea, in Rumänien.

## Beschreibung
Der Erlenwald Erenciuc wurde durch das Gesetz Nummer 5 vom 6. März 2000 sowie durch den Gerichtsbeschluss Nummer 2.151 vom 30. November 2004  zum Naturschutzgebiet von nationaler Bedeutung ausgewiesen. Als Teil des Nationalparks Biosphärenreservat Donaudelta gehört er zum Weltnaturerbe der UNESCO.
Der Erlenwald Erenciuc liegt im Süden des Donaudeltas, nahe der Mündung der Donau ins Schwarze Meer. Er erstreckt sich auf beiden Seiten des Erenciuc-Sees, auf dem Areal der Gemeinde Sfântu Gheorghe und hat eine Fläche von 0,5 km². 
Der Erlenwald Erenciuc wurde erstmals 1938 unter Naturschutz gestellt, seit 1990 gehört er dem Biosphärenreservat Donaudelta an, und seit dem Jahr 2000 steht er unter strengem Naturschutz.

## Flora und Fauna
Der Erlenwald Erenciuc wurde im Jahr 2000 als Biotop zum Erhalt des einzigen Erlenbestands des Reservats ausgewiesen. Er besteht aus ausgedehnten, zusammenhängenden Flächen von Schwarzerlen (Alnus glutinosa) und beherbergt den einzigen Erlenbestand des Donaudeltas. Der Erlenwald Erenciuc ist auch für die Vogelwelt von Bedeutung. Hier nistet gelegentlich der Seeadler (Haliaeetus albicilla).